# Dictyna simoni
Dictyna simoni är en spindelart som beskrevs av Alexander Petrunkevitch 1911. Dictyna simoni ingår i släktet Dictyna, och familjen kardarspindlar.
Artens utbredningsområde är Venezuela. Inga underarter finns listade.